# Tretanorhinus nigroluteus
Tretanorhinus nigroluteus — вид змій родини полозових (Colubridae). Мешкає в Мексиці і Центральній Америці.

## Підвиди
Виділяють два підвиди:
- Tretanorhinus nigroluteus nigroluteus Cope, 1861;
- Tretanorhinus nigroluteus lateralis Bocourt, 1891.

## Поширення і екологія
Tretanorhinus nigroluteus мешкають в Мексиці (на південь від Веракруса), на півночі Гватемали, в Белізі та на атлантичних схилах Гондурасу, Нікарагуа, Коста-Рики і західної Панами. Вони живуть на болотах і заплавних луках, на берегах струмків, трапляються на узліссях. Зустрічаються на висоті до 750 м над рівнем моря. Живляться креветками, рибами, пуголовками і жабами. Самиці відкладають яйця.